# オメル・ベリジキー
オメル・ベリジキー(Jean Omer Beriziky、1950年9月9日-)は、マダガスカルの政治家、外交官。2011年から2014年まで、アンドリー・ラジョエリナ大統領の下で首相を務めた。w:Vohemar出身。
ベリジキーは、島の北部出身で、歴史学の教授として働いていた。1995年から2006年まで、ブリュッセルで欧州連合及びベルギーの大使を務めた。国民回復経済自由民主行動のメンバーとして、アルベール・ザフィ元大統領の推薦により、ベリジキーは2011年10月28日に首相に指名され、11月2日に就任した。2013年マダガスカル大統領選挙の後、選出されたヘリー・ラジャオナリマンピアニナは、ベリジキーの後任としてロジャー・コロを首相に指名した。